# Los Sims 3: Al caer la noche
Los Sims 3: Al caer la noche (The Sims 3: Late Night en inglés) es la tercera expansión del videojuego de simulación de vida Los Sims 3 desarrollada y distribuida por Electronic Arts. El juego fue anunciado en el sitio web de Los Sims 3. El principal tema de la expansión es la posibilidad de ir a discotecas, fiestas nocturnas, ser famosos y demás como en Los Sims 2: Noctámbulos y Los Sims: Superstar.

## Famosos
Hay varias maneras de convertirlos en famosos. La manera más sencilla es haciendo que el Sim se destaque en alguna habilidad (es recomendable la habilidad de creatividad). Mientras el Sim aprende alguna habilidad, cuanto más sabes aprenderás a ganar más estrellas de celebridad. Otra es hacer más amigos y, según los amigos que tenga el Sim, este también ganará estrellas de celebridad. La más típica de todas es que cuando vaya caminando por el centro de la ciudad, o por los distintos tipos de edificios, pueda encontrarse con algún famoso, entonces podrá hacerse amigo y asimismo conseguir estrellas de celebridad. Lo bueno de hacer a un Sim famoso es que puede entrar en los sitios más exclusivos del barrio, le bajarán el precio de los productos y servicios que consuma, y puede conocer a todo el mundo, entre otras ventajas. Pero, a cambio, los Sims famosos serán acosados por los paparazzis, también pueden circular rumores falsos sobre el Sim y así bajar su reputación, Puedes ser famoso llegando al nivel 10 en la profesión de actor o llegando al nivel 10 de la profesión música.

## Vampiros
Los vampiros normalmente aparecen de noche por toda la ciudad. Se portan como un Sim normal pero te pueden morder cuando ellos quieran. Si te convierten en vampiro puedes usar la interacción morder para convertir a cualquier Sim que quieras. Pero también si tu Sim tiene un hijo este también será vampiro

## Guardias
Los guardias son hombres o también mujeres rudos que cuidan la puerta de una fiesta o en un antro. Si eres famoso, los guardias siempre te dejarán pasar a las fiestas; si eres muy amigo de un famoso, también te dejarán pasar, pero si no eres famoso o no muy amigo de un famoso nunca lo harán.